# Душан Шијачки
Душан Шијачки (Футог, 11. март 1882 − Београд, 10. август 1958) био је истакнути српски новинар, публициста и књижевник, ратни извештач, као и добровољац у Балканским ратовима.

## Живот и рад
Душан Шијачки је рођен у Футогу, као један од четворо синова кројача Милана Шијачког. Породица Шијачки није могла да истрпи тадашњу мађаризацију на територији војводине па се преселила у Београд, где су његови синови започели школовање.
Још као гимназијалац од 1897. године почео је да се бави новинарством у Социјалдемократији и Скерлићевим Радничким новинама, као и у шаљивом листу Шило. Касније је радио и као дописник српских листова из Женеве, Париза и Њујорка.
Душан Шијачки је целог живота носио последице дечје парализе, али му то није сметало да се, и поред отежаног ходања, међу првима, пријави као добровољац у Балканским ратовима. Уместо пушком, борио се још ефикасније – новинарским пером. А за време Првог светског рата је био уз врховну команду као ратни извештач, да би убзо почео и да издаје илустровани лист Балкански рат у слици и речи у којем је као сараднике окупио низ славних имена наше књижевности: Бранислава Нушића, Ива Ћипика, Стевана Сремца, Бору Станковића, Јанка Веселиновића, Алексу Шантића и низ других.
За време и после рата објављивао је и новине Видовдан, које садрже богату фото грађу о српској војсци и династији Карађорђевић током Балканских ратова и Првог светског рата.